# Eustrotia eublemmides
Eustrotia eublemmides là một loài bướm đêm trong họ Noctuidae.